# سياسة التأشيرات في توفالو
سياسة التأشيرات في توفالو,وفقاً للقانون الزائرين من جميع دول العالم يحتاجون لتأشيرة لزيارة توفالو.ويمكنهم الحصول على تأشيرة دخول لدى وصولهم لمدة أقصاها شهر بشرط حيازتهم لجواز سفر ساري المفعول لمدة 6 أشهر.